# George James Cole, Baron Cole
George James Cole, Baron Cole GBE (* 3. Februar 1906 in Singapur; † 29. November 1979) war ein aus Australien stammender britischer Unternehmer, Wirtschaftsmanager, Politiker und Life Peer.

## Leben
Cole, der als Unternehmer und Wirtschaftsmanager tätig war, wurde 1973 zum Knight Grand Cross des Order of the British Empire geschlagen, wodurch er fortan den Namenszusatz „Sir“ führte.
Durch ein Letters Patent vom 24. März 1965 wurde er gemäß dem Life Peerages Act 1958 mit dem Titel Baron Cole, of Blackfriars in the County of London, zum Life Peer erhoben und gehörte damit bis zu seinem Tod dem House of Lords als Mitglied an. Am 14. April 1965 folgte seine Einführung (Introduction) in das Oberhaus.